# Vilanova de Bellpuig
Vilanova de Bellpuig és un municipi de la comarca del Pla d'Urgell.

## Geografia
- Llista de topònims de Vilanova de Bellpuig (Orografia: muntanyes, serres, collades, indrets..; hidrografia: rius, fonts...; edificis: cases, masies, esglésies, etc).

Vilanova de Bellpuig està situada en un dels extrems de la comarca del Pla d'Urgell, en contacte amb les Garrigues i l'Urgell, i a 290 metres sobre el nivell del mar. Limita amb els municipis de Belianes, Bellpuig, Castellnou de Seana, Golmés, Miralcamp i Arbeca. El seu terme té una extensió de 13,75 km² amb conreus de regadiu –cereals, hortalisses, arbres fruiters– i de secà; granges d'aviram, i de bestiar boví i porcí.
El Canal d'Urgell travessa el terme de nord a sud i separa el secà, al marge esquerre, del regadiu. El llit sec del riu Corb passa per sota el Canal arribant a la Vila on s'esborra fins a reaparèixer més enllà.

## Història
El poblament d'aquest sector del Pla d'Urgell –el Mascançà– s'inicià vers el 1079. Amb la conquesta de Lleida, l'any 1149, els Anglesola començaren a aplicar la política per fer créixer en població el seu territori i que aquest fos cultivat a fi d'augmentar les seves rendes. Així, decidiren crear una vila nova i per facilitar-ne el poblament feren diverses concessions als nous colons que s'instal·lessin a la vila. Majoritàriament, gent de Bellpuig aprofità aquests avantatges, i així la vila passà a anomenar-se Vilanova de Bellpuig.
El primer document de la vila data de 1181 quan Guillem d'Anglesola i la seva muller Arsendis fan donació als templers dels drets de les pastures i la llenya de diversos pobles i, entre ells, Vilanova de Bellpuig.
En el fogatge de l'any 1359, Vilanova tenia 35 caps de casa. A mitjan segle xiv es construí l'Església Parroquial seguint l'estil de l'època, el gòtic. D'aquest segle data la formació de la confraria de la Mare de Déu del Lliri que tingué un altar on poc després hi arribà el retaule.
En el segle xviii, arran la derrota catalana a la Guerra de Successió, Vilanova estigué en perill de desaparèixer com a poble, i quan començava a refer-se va venir la fam de 1747 a 1754, per finalment acabar el segle amb un increment de població: el 1718 tenia 160 habitants, i el 1787 passà a 323.
És amb l'abnegació dels pagesos de la vila, així com tots els dels pobles veïns, que es construeix un sistema de dipòsits, preses i séquies per aprofitar tota l'aigua que queia del cel, la que brollava d'una font o la que portava el riu Corb. El dia 9 de març de 1786 es pactà la construcció d'un molí d'oli.
El poble estava format per una vila closa al voltant de l'Església de Sant Pere Apòstol on encara avui hi ha un petit nus de carrerons. Fou amb l'augment demogràfic del segle xviii quan gent atreta pels regadius anà ocupant les noves cases de construcció gairebé igual fetes seguint la carretera que porta a Bellpuig.
Amb la construcció del Canal d'Urgell a la segona meitat del segle xix, s'inicià una nova època pels pobles del Pla; la vila s'engrandí –l'any 1860 arriba a 839 habitants– i es començà a viure unes noves inquietuds culturals i econòmiques. L'1 d'abril de 1860 el Ple Municipal decideix construir un edifici nou per les escoles, ja que l'estat del vell era lamentable. Els primers mesos d'aquest mateix any es decideix portar un metge al poble a causa d'una forta epidèmia de febres. L'any 1900 s'arriba als mil habitants i el poble gaudeix d'un seguit de millores: es comença a treballar per modernitzar el poble, amb la portada d'aigües, la llum, arreglar els camins que l'uneixen amb els pobles veïns, i la urbanització del poble.
L'any 1930 Vilanova ronda els 1600 habitants, i és a partir d'aquesta època que comença a minvar la població, primer per la guerra civil espanyola, i posteriorment per les migracions cap a la ciutat. Als anys quaranta es comencen a arreglar les destrosses de la guerra, com els ponts del Canal, s'arreglen les escoles, etc.
Fins a l'arribada dels ajuntaments democràtics l'activitat municipal es va alentir per les penúries d'aquells moments, però sense aturar-se: s'amplià la xarxa de distribució d'aigua potable, s'amplià i es reformà la llum, es treballà en el desviament de les aigües residuals, es condicionaren els camins municipals, es construí un nou grup escolar, una biblioteca i el camp de futbol, es comprà el convent de les monges i es construí el poliesportiu.
En els últims anys s'ha treballat per tal de dotar al municipi de tots els serveis bàsics en bones condicions: ampliació de les escoles amb servei de menjador, construcció de la Llar d'infants; construcció de la Llar Municipal de la Gent Gran, remodelació de la zona esportiva: piscines, pista de tennis, camp de futbol, poliesportiu; obertura de nous carrers i arranjament de tot el nucli urbà; reforma de la Casa de la Vila; millores de l'Església Parroquial, entre moltes d'altres actuacions. També cal fer referència a l'entramat social de la gent de Vilanova, on han sorgit tot un seguit d'entitats socials i esportives.
Tota aquesta riquesa humana sumada a l'actiu d'instal·lacions de serveis fan del poble un lloc acollidor i agradable tant per a aquells que venen a visitar-lo, com per als seus habitants.

## Demografia
| 1497 f | 1515 f | 1553 f | 1717 | 1787 | 1857 | 1877 | 1887  | 1900 | 1910  |
| ------ | ------ | ------ | ---- | ---- | ---- | ---- | ----- | ---- | ----- |
| 36     | 43     | 37     | 160  | 323  | 767  | 863  | 1.069 | 999  | 1.324 |

| 1920  | 1930  | 1940  | 1950  | 1960  | 1970  | 1981  | 1990  | 1992  | 1994  |
| ----- | ----- | ----- | ----- | ----- | ----- | ----- | ----- | ----- | ----- |
| 1.622 | 1.568 | 1.516 | 1.538 | 1.485 | 1.366 | 1.245 | 1.222 | 1.178 | 1.178 |

| 1996  | 1998  | 2000  | 2002  | 2004  | 2006  | 2008  | 2010  | 2012  | 2014  |
| ----- | ----- | ----- | ----- | ----- | ----- | ----- | ----- | ----- | ----- |
| 1.184 | 1.163 | 1.139 | 1.112 | 1.116 | 1.100 | 1.157 | 1.194 | 1.213 | 1.179 |

| 2016  | 2018  | 2020  | 2022  | 2024  | 2026 | 2028 | 2030 | 2032 | 2034 |
| ----- | ----- | ----- | ----- | ----- | ---- | ---- | ---- | ---- | ---- |
| 1.168 | 1.170 | 1.183 | 1.179 | 1.168 | -    | -    | -    | -    | -    |